# Hermann Fechtrup
Hermann Fechtrup (* 15. Mai 1928 in Münster, Westfalen; † 28. September 2020 ebenda) war ein deutscher Verwaltungsjurist und Politiker (CDU). Er war von 1969 bis 1973 Oberkreisdirektor des Landkreises Münster und von 1973 bis 1989 Oberstadtdirektor der Stadt Münster.

## Leben
Nach dem Abitur am Wilhelm-Hittorf-Gymnasium in Münster studierte Fechtrup Rechts- und Staatswissenschaften. Im Jahre 1956 folgte die Promotion. Sein erstes politisches Amt bekleidete er ab 1960, als er zum Kreisdirektor des Landkreises Münster gewählt wurde. Im Jahre 1969 erfolgte die Wahl zum Oberkreisdirektor des Landkreises. Am 1. November 1973 wurde Fechtrup vom Rat der Stadt Münster zum Oberstadtdirektor und Nachfolger von Heinrich Austermann gewählt.
In seine Amtszeit fiel die Kommunalreform vom 1. Januar 1975, dessen Bewältigung eine seiner wichtigen Aufgaben war. Zudem war er am weiteren Ausbau der Stadt als Oberzentrum im Münsterland und als Verwaltungs- und Universitätsstadt beteiligt, wobei er sich insbesondere für die Kunstakademie Münster und den Neubau von großen Universitätsgebäuden engagierte. Überdies gehen auch weitere städtebauliche Entscheidungen auf Fechtrup zurück, so zum Beispiel der Aegidiimarkt, die Neubauten der Kaufhausketten Karstadt und Horten, die Umgestaltungen der Salzstraße, Klemensstraße, Ludgeristraße oder auch des Domplatzes. Er bekleidete das Amt des Oberstadtdirektors bis zum 31. März 1989.
Fechtrup war neben seiner Tätigkeit als Oberstadtdirektor auch in diversen Gremien des Deutschen Städtetages und des Städtetag Nordrhein-Westfalens aktiv und engagierte sich in diversen kirchlichen und sozialen Einrichtungen. Er war Mitglied der katholischen Studentenverbindung KStV Hansea-Halle Münster.